# Калінінська
Калі́нінська (рос. Калининская) — присілок у складі Слободського району Кіровської області, Росія. Входить до складу Шестаковського сільського поселення.
Населення становить 1 особа (2010, 1 у 2002).
Національний склад станом на 2002 рік — росіяни 100 %.